# Tarophagus proserpina
Tarophagus proserpina är en insektsart som först beskrevs av George Willis Kirkaldy 1907.  Tarophagus proserpina ingår i släktet Tarophagus och familjen sporrstritar. Inga underarter finns listade i Catalogue of Life.